# Gyrator marginstus
Gyrator marginstus is een soort in de taxonomische indeling van de platwormen (Platyhelminthes). De worm is tweeslachtig en kan zowel mannelijke als vrouwelijke geslachtscellen produceren. De soort leeft in zeer vochtige omstandigheden. 
De platworm komt uit het geslacht Gyrator. Gyrator marginstus werd in 1882 beschreven door Graff L.